# Cornelia Bargmann
Cornelia Isabella "Cori" Bargmann (Athens (Geórgia), 1 de janeiro de 1961) é uma neurobióloga estadunidense. É conhecida por seu trabalho sobre o comportamento da caenorhabditis elegans, particularmente o olfato.
Foi eleita para a Academia Nacional de Ciências dos Estados Unidos e é atualmente investigadora do Instituto Médico Howard Hughes da Universidade Rockefeller. Em 2013 foi uma das onze pessoas a ser laureada com o Breakthrough Prize in Life Sciences, recebendo um prêmio de US$ 3 milhões.
Em 1991, Bargmann assumiu uma posição como professor na Universidade da Califórnia, em São Francisco. Lá, ela prosseguiu sua pesquisa sobre as fundamentais moleculares do olfato e do paladar, conduzindo seus estudos em seu próprio laboratório.

## Artigos selecionados
- Shen & Bargmann, "The immunoglobin superfamily protein SYG-1 determines the location of specific synapses in C. Elegans", Cell, v. 112, n. 5, pp. 619–630 (March 7, 2003)[4]
- de Bono & Bargmann, "Natural variation in a neuropeptide Y receptor homolog modifies social behavior and food response in C. Elegans", Cell, v.94, n.5, pp. 679–689 (September 4, 1998)

## Awards
- Prêmio W. Alden Spencer 1997
- Prêmio Richard Lounsbery
- Prêmio Kavli de Neurociências 2012
- Breakthrough Prize in Life Sciences 2013